# Sankt Florian am Inn
Sankt Florian am Inn este un târg cu 3.059 locuitori în Districtul Schärding din Austria Superioară.